# Toxic Crusaders
Toxic Crusaders — видеоигра 1992 года, события которой происходят во вселенной «Токсичного мстителя». Игра была разработана для NES компанией TOSE и выпущена Bandai. Версия Super NES была запланирована Bandai одновременно с версиями NES, Sega и Game Boy, но не была выпущена по неизвестным причинам.

## Сюжет
Экологический боевик со скромным молодым служащим крупной компании «Трома Хэмикал» в главной роли. Химические отходы не только не отняли у него прежнюю жизнь, но и ускорили рост клеток мышц. В результате работник приобрёл мощнейшие мускулы, но совершенно утратил прежний внешний облик. Главный герой получил прозвище Токсик (Ядик), собрал команду себе подобных и возглавил движение «Крестоносцев Токсика» за бережное отношение к окружающей среде.
В свою очередь, инопланетный монстр Доктор Киллемофф также наплодил себе помощников, пригласил в образовавшуюся армию земных мутантов, не согласных с проводимой Крестоносцами политикой, и похитил Ивонну, девушку Токсика, а также за компанию и всех Крестоносцев.
Вооружившись своей любимой метёлкой, Токсик отправился в путь наводить порядок.